# Bahnhof Fukagawa
Der Bahnhof Fukagawa (jap. 深川駅, Fukagawa-eki) ist ein Bahnhof auf der japanischen Insel Hokkaidō. Er befindet sich in der Unterpräfektur Sorachi auf dem Gebiet der Stadt Fukagawa.

## Verbindungen
Fukagawa ist ein Trennungsbahnhof an der Hakodate-Hauptlinie zwischen Sapporo und Asahikawa, der bedeutendsten Bahnstrecke Hokkaidōs. Von dieser zweigt die Rumoi-Hauptlinie in Richtung Ishikari-Numata ab. Beide Linien werden von der Gesellschaft JR Hokkaido betrieben.
Auf der Hakodate-Hauptlinie stellt der im 30- oder 60-Minuten-Takt verkehrende Schnellzug Super Kamui die rascheste Verbindung mit Sapporo und Asahikawa her. Ergänzt wird dieses Angebot durch vereinzelte Halte der Schnellzüge Super Sōya und Sarobetsu von Sapporo nach Wakkanai sowie des Schnellzugs Ochotsk von Sapporo nach Abashiri. Hinzu kommen Regionalzüge von Iwamizawa oder Takikawa nach Asahikawa. In unregelmäßigen Abständen verkehren Regionalzüge auf der Rumoi-Hauptlinie nach Ishikari-Numata.
Auf dem südlichen Bahnhofsvorplatz befindet sich eine Bushaltestelle, die von der Gesellschaft JR Hokkaido Bus bedient wird. Weitere Buslinien halten an der nächstgelegenen Kreuzung.

## Anlage
Der in der Nähe des Stadtzentrums gelegene Bahnhof ist von Westen nach Osten ausgerichtet. Er besitzt sechs Gleise, von denen vier dem Personenverkehr dienen. Sie liegen am Hausbahnsteig, an einem überdachten Mittelbahnsteig und an einem Seitenbahnsteig. Die beiden letztgenannten sind durch eine gedeckte Überführung mit dem Empfangsgebäude an der Südseite der Anlage verbunden. Eine parallel dazu verlaufende Überführung verbindet ein kleines Einkaufszentrum neben dem Empfangsgebäude mit dem nördlichen Bahnhofsvorplatz. 

## Bilder

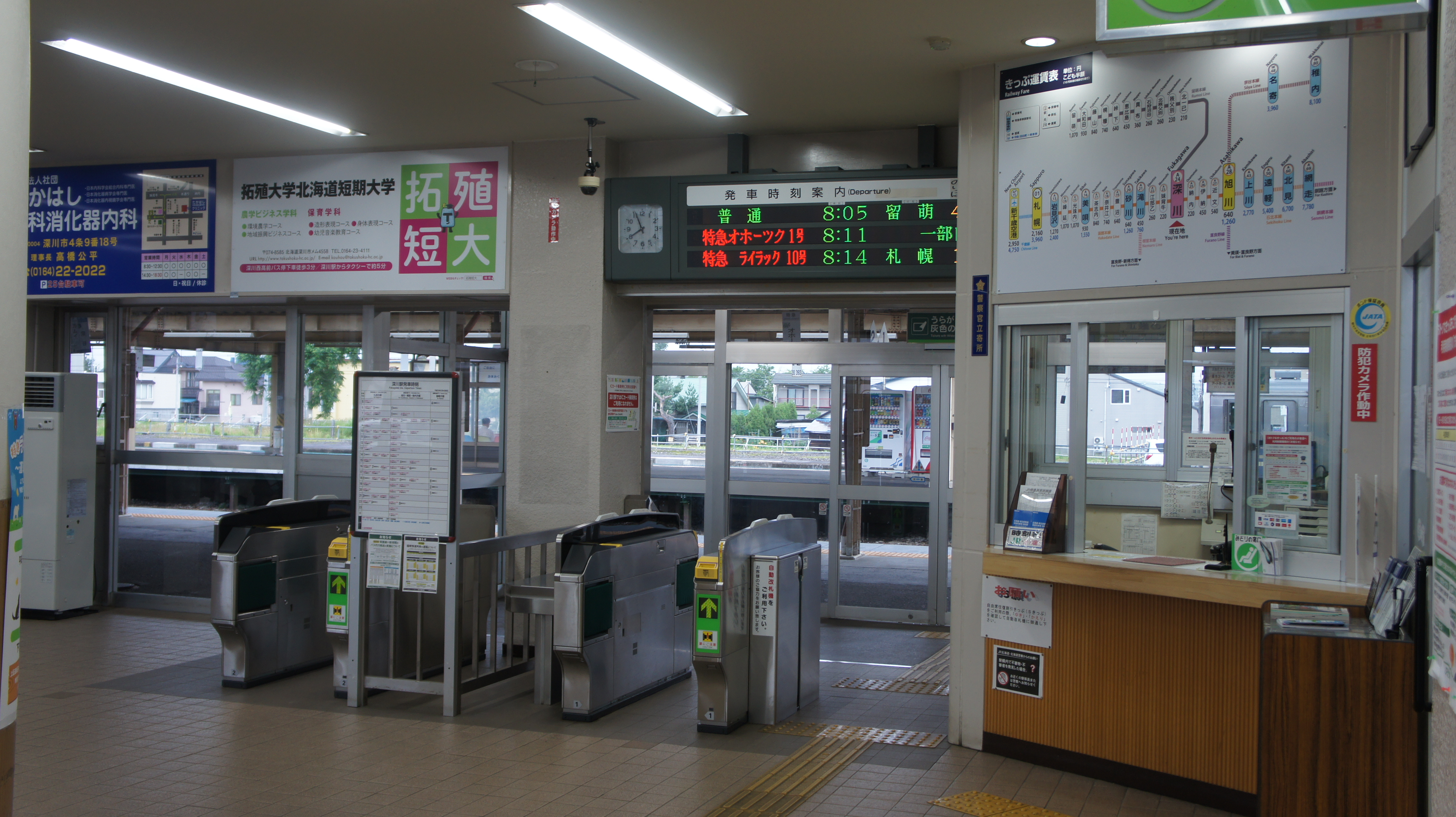
Bahnsteigsperren
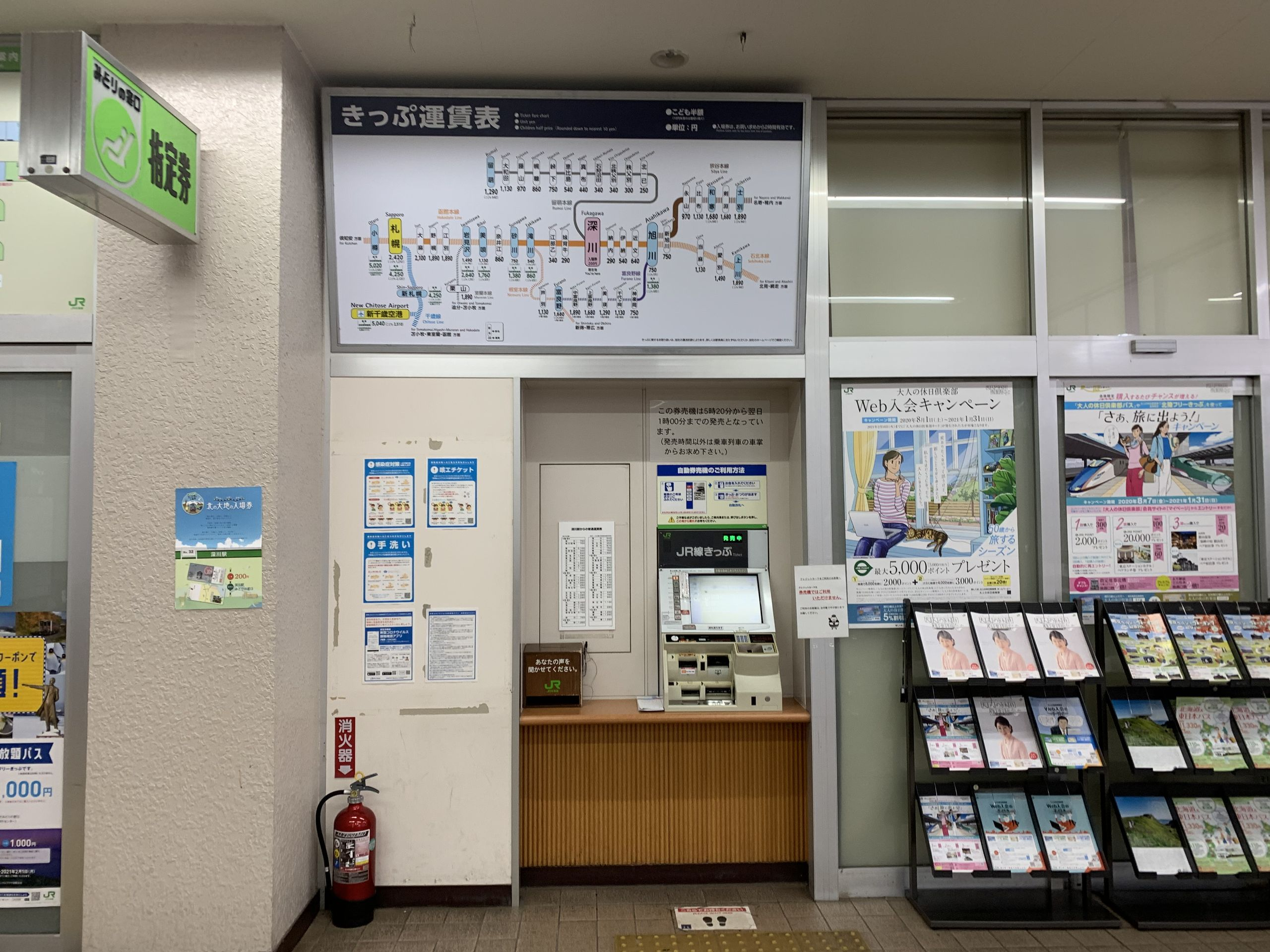
Ticketautomat
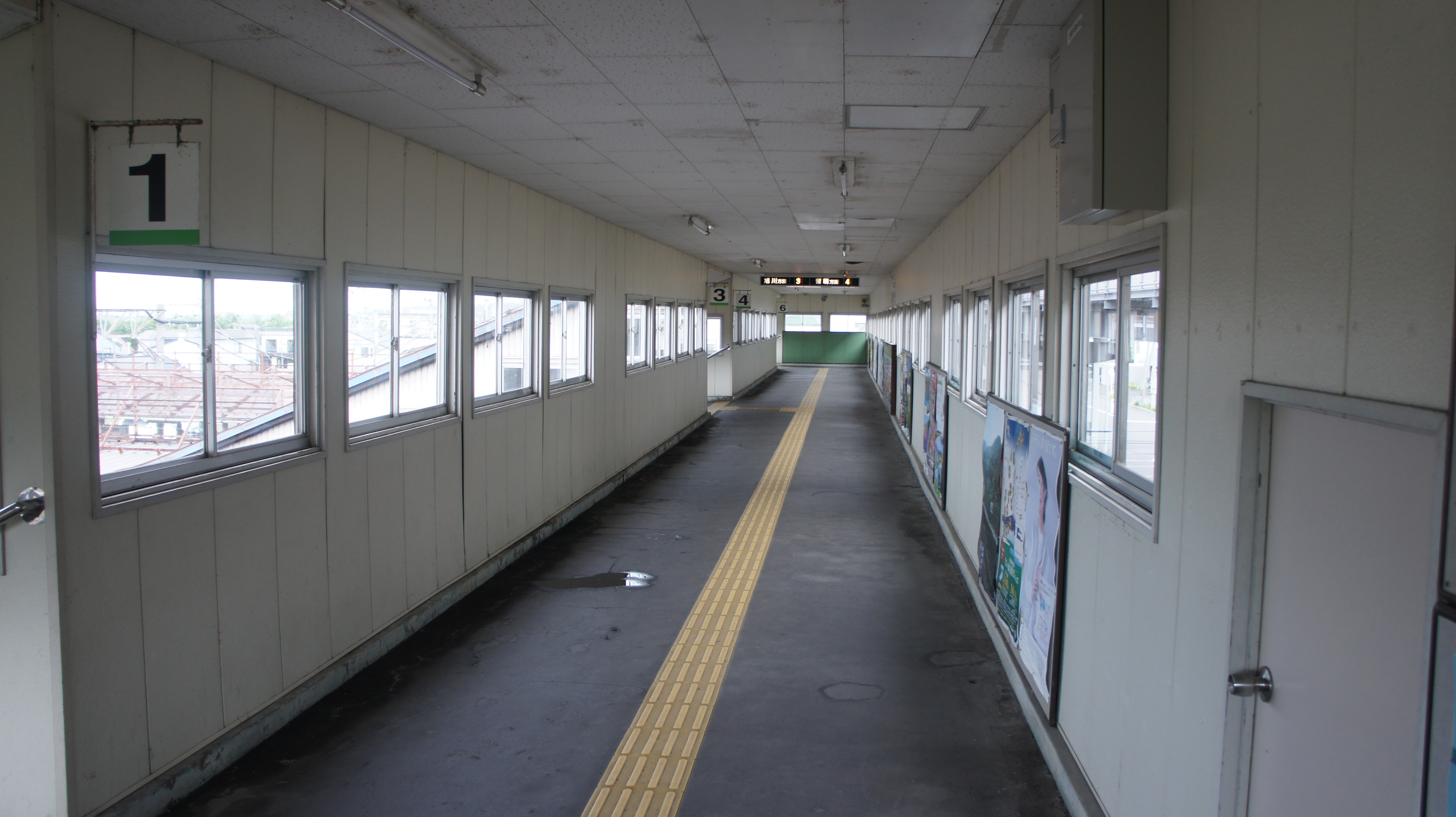
Überführung
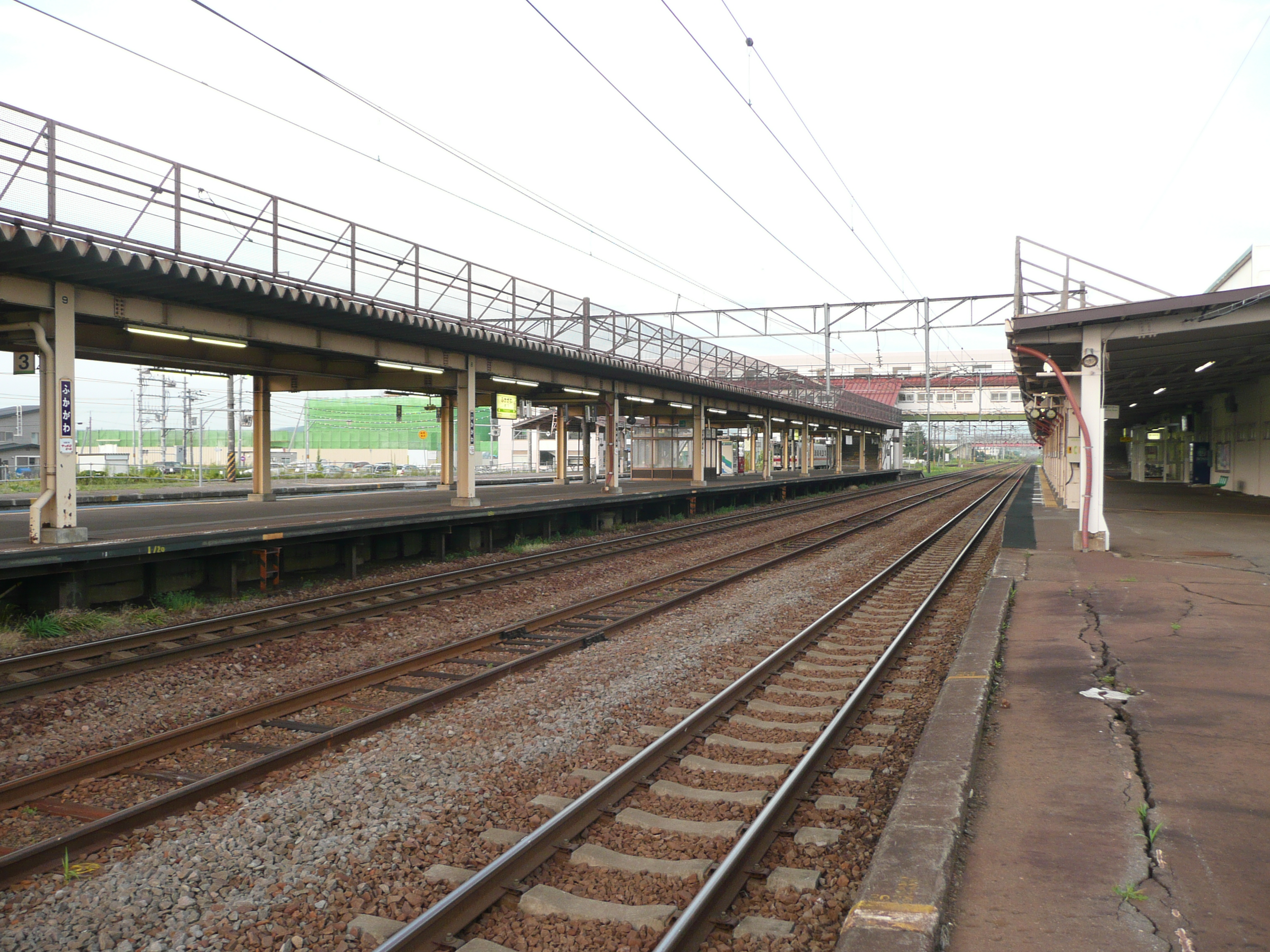
Bahnsteige
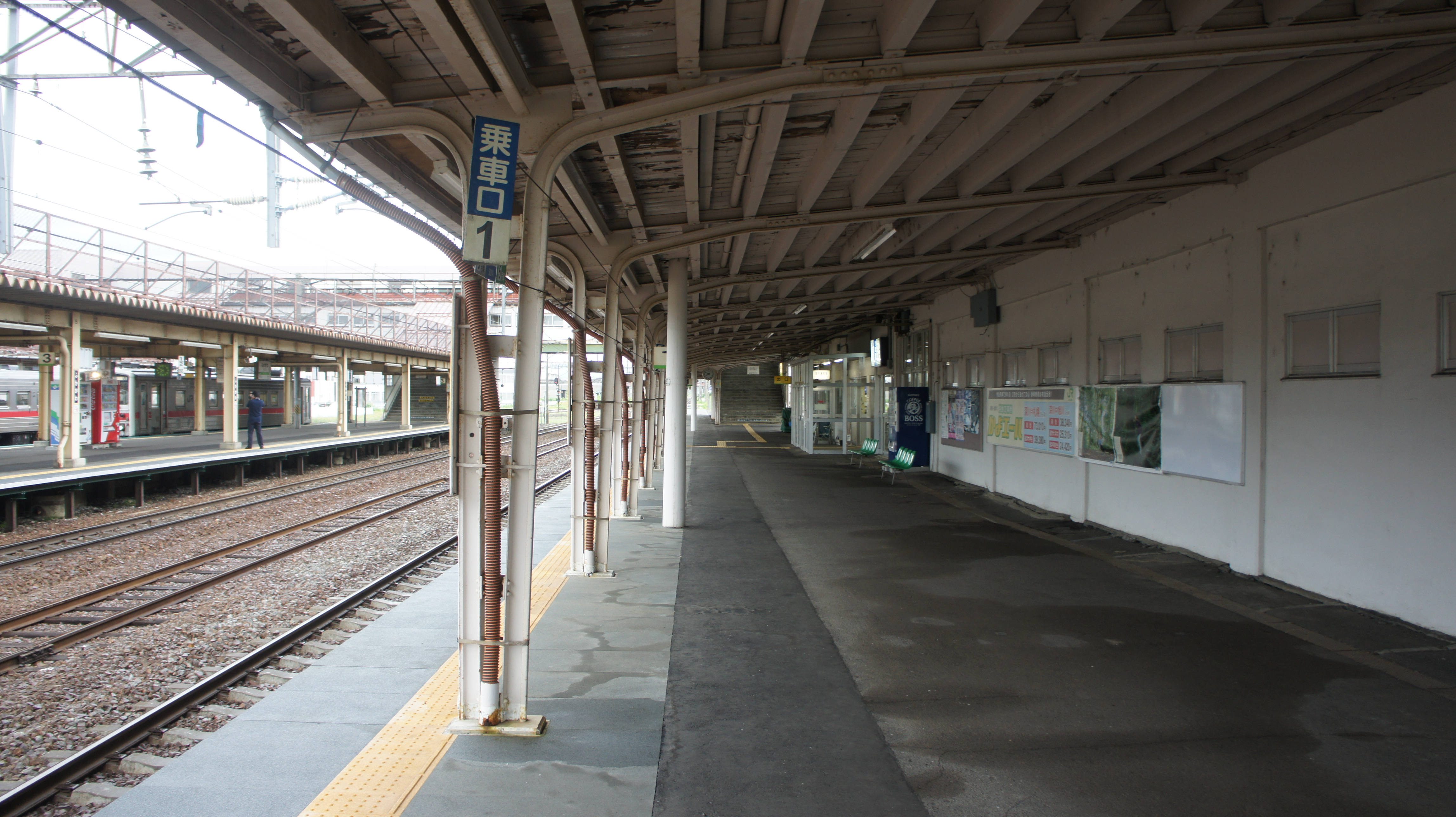
Bahnsteig 1 (Juli 2017)

## Gleise
| 1 | ▉ Hakodate-Hauptlinie | Takikawa • Iwamizawa • Sapporo                           |
| 3 | ▉ Hakodate-Hauptlinie | Asahikawa • Wakkanai • Abashiri (v. a. Schnellzüge)      |
| 4 | ▉ Hakodate-Hauptlinie | Asahikawa (v. a. Regionalzüge)                           |
| 4 | ▉ Rumoi-Hauptlinie    | Ishikari-Numata                                          |
| 6 | ▉ Rumoi-Hauptlinie    | Ishikari-Numata; ankommende Züge der Hakodate-Hauptlinie |

## Linien
| Verlauf der Hakodate-Hauptlinie |
| --- |
| Hakodate • Goryōkaku • Kikyō • Ōnakayama • Nanae • Shin-Hakodate-Hokuto • Niyama • Ōnuma • Ōnumakōen • Akaigawa • Komagatake • Mori • Katsuragawa • Ishiya • Hon-Ishikura • Ishikura • Otoshibe • Nodaoi • Yamakoshi • Yakumo • Washinosu • Yamasaki • Kuroiwa • Kita-Toyotsu • Kunnui • Oshamambe • Futamata • Warabitai • Kuromatsunai • Neppu • Mena • Rankoshi • Konbu • Niseko • Hirafu • Kutchan • Kozawa • Ginzan • Shikaribetsu • Niki • Yoichi • Ranshima • Shioya • Otaru • Minami-Otaru • Otaru-Chikkō • Asari • Zenibako • Hoshimi • Hoshioki • Inaho • Teine • Inazumikōen • Hassamu • Hassamuchūō • Kotoni • Sōen • Sapporo • Naebo • Shiroishi • Atsubetsu • Shinrinkōen • Ōasa • Nopporo • Takasago • Ebetsu • Toyohoro • Horomui • Kami-Horomui • Iwamizawa • Minenobu • Kōshunai • Bibai • Chashinai • Naie • Toyonuma • Sunagawa • Takikawa • Ebeotsu • Moseushi • Fukagawa • Osamunai • Chikabumi • Asahikawa Sawara-Zweigstrecke: Ōnuma • Chōshiguchi • Shikabe • Oshima-Numajiri • Oshima-Sawara • Kakarima • Oshironai • Higashi-Mori • Mori |

## Geschichte

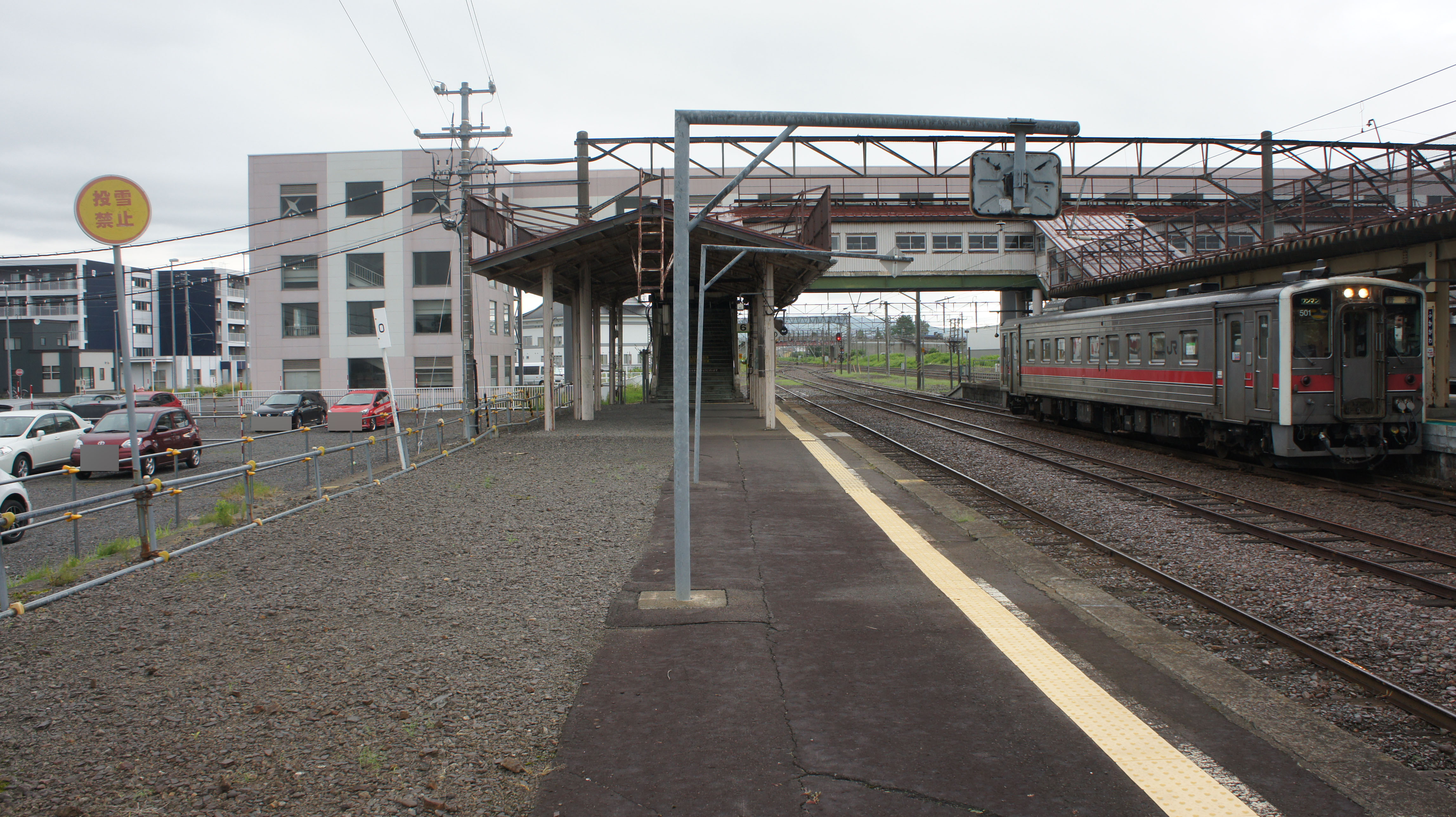
Bahnsteig

Die staatliche Bahngesellschaft Hokkaidō Kansetsu Tetsudō eröffnete am 16. Juli 1898 den nördlichsten Streckenabschnitt der Hakodate-Hauptlinie zwischen der Brücke über den Sorachi (nahe Takikawa) und Asahikawa, wozu auch der Bahnhof Fukagawa gehörte. Mit der Eröffnung des östlichsten Abschnitts der Rumoi-Hauptlinie durch das Eisenbahnamt (das spätere Eisenbahnministerium) am 23. Oktober 1910 wurde Fukagawa zu einem Verkehrsknotenpunkt. Schließlich kam am 25. Oktober 1924 der südlichste Abschnitt der Shinmei-Linie hinzu.
Die Japanische Staatsbahn baute die Hakodate-Hauptlinie auf Doppelspur aus: 1964 von Fukagawa nach Osamunai und 1965 von Fukagawa nach Moseushi. Außerdem elektrifizierte sie am 1. Oktober 1969 den Abschnitt Takikawa–Asahikawa. Aus Rentabilitätsgründen stellte die Staatsbahn am 1. Februar 1984 den Güterumschlag ein, am 14. März 1985 auch die Gepäckaufgabe. Im Zuge der Privatisierung ging der Bahnhof am 1. April 1987 in den Besitz von JR Hokkaido über. Diese legte am 4. September 1995 die Shinmei-Linie auf ihrer gesamten Länge still und ersetzte sie durch einen Busbetrieb.